# Cyathea robertsiana
Cyathea robertsiana är en ormbunkeart som först beskrevs av F. Muell., och fick sitt nu gällande namn av Karel Domin. Cyathea robertsiana ingår i släktet Cyathea och familjen Cyatheaceae. Inga underarter finns listade.